# Электролитный проезд
Электроли́тный прое́зд — проезд, расположенный в Южном административном округе города Москвы на территории Нагорного района.

## История
Проезд получил своё название 12 мая 1956 года (ранее — проезд Посёлка имени Молотова) по располагавшемуся здесь Медеплавильному и медеэлектролитному заводу (основан в 1913 году как Электролитный завод Московского акционерного общества электролитных заводов, с 1917 года — Московский металлоаффинерный завод, в 1917—1957 годах название менялось, с 1957 года — Медеплавильный и медеэлектролитный завод, в дальнейшем — «Мосэлектрофольга», в настоящее время — ООО «ППК Медная фольга»). Основная застройка улицы представляет примеры конструктивизма 30-х годов.

## Расположение

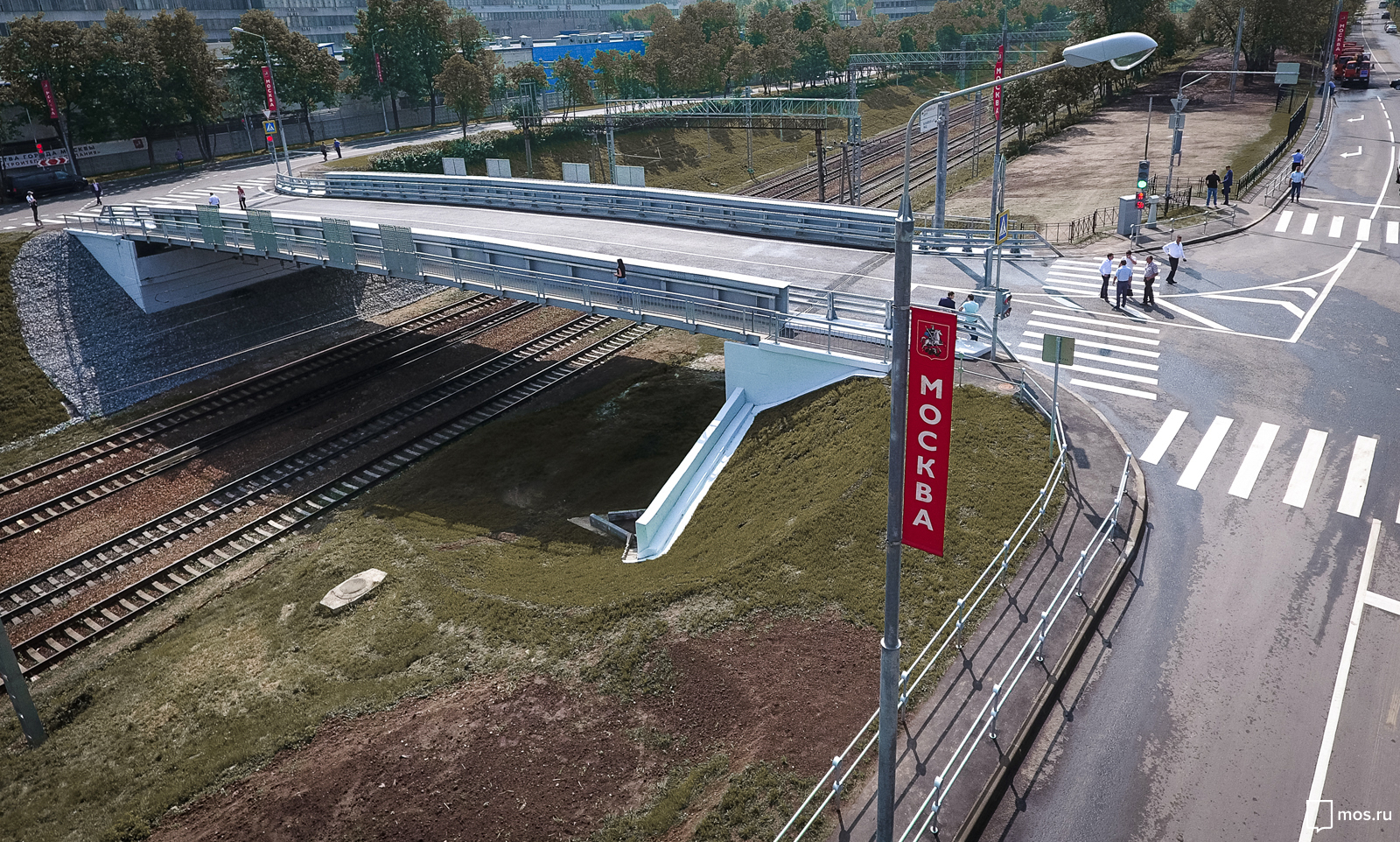
Путепровод, открытый в конце июля 2016 года, через пути Павелецкого направления МЖД, связывающий Электролитный проезд и Проектируемый проезд № 2147. Находится в районе станции метро Нагорная.

Электролитный проезд имеет форму буквы Н, проходит от съезда с Варшавского шоссе на север параллельно оврагу с путями Павелецкого направления Московской железной дороги, с запада к проезду примыкает Криворожская улица, далее Электролитный проезд поворачивает на запад, затем на юго-запад и на север, проходит до стыка между улицей Ремизова и концом Криворожской улицы. Нумерация домов начинается от съезда с Варшавского шоссе.

## Примечательные здания и сооружения
По нечётной стороне:
- дома 1 — бывшие жилые дома Посёлка имени Молотова, а впоследствии коммунальные комнаты. Сейчас в этих домах расположены: два хостела, гостиница, столовая, медицинский центр. Во дворе — памятник В. И. Ленину.
- дом 1А — с середины 1970-х здесь выстроено здание, в котором располагается предприятие «Красная звезда» при Росатоме.
- дома 3 (около 90 строений) — бывший Медеплавильный завод. Сейчас большей частью офисно-складские помещения, клиника для лечения животных (центральный офис независимой ветеринарной лаборатории) «Шанс Био», квартиры-студии (в здании бывшего Индустриального банка). Среди данных строений имеются те, которые были построены в 1900, 1914, 1928 годах.
- дом 3, корпус 1 — Дом Культуры «Нагорный». Был основан в 1932 году как Дом культуры медеплавильного завода имени Молотова. Тогда же было возведено здание (перестроено в 1950-е годы). Впоследствии он стал Домом культуры завода МОСЭЛЕКТРОФОЛЬГА. Сейчас он является Государственным бюджетным учреждением культуры Южного административного округа Москвы[4].
- дома 5 — сейчас арендуемые помещения и магазин «Да» (с 4 августа 2022 года), здание местных судебных приставов. Ранее — НИАТ (Авиационный институт, построенный в середине 1970-х) и НИИД (институт двигателей).
- дома 7 — Горнолыжные спуски (20 спусков) «Кант» (спуск к реке Котловке) и спортивная школа «Нагорная», ведущие свою историю с начала 1980-х, но официально с 1989 года, с инфраструктурой: кафе, магазины, медицинский центр, банкетный и концертный залы. До 1980 года в районе современного Канта с 1950-х годов располагалось здание Московского Приборостроительного техникума, который с 1985 года находится в другом здании, недалеко от станции метро «Нахимовский проспект». Рядом с 2021 года строится дом по реновации и с мая 2020 года высотный ЖК «Топхиллз»
- дома 9 — здание, построенное в 1980 году, где выпускались детали для телевизоров «Рубин». Сейчас школа при Министерстве обороны.

По чётной стороне:
- дом 2 — с 2016 года — строения деревянного храма в честь праведного воина Фёдора Ушакова в память о существовавшей неподалёку до начала 1930-х годов (когда эти территории были включены в состав Москвы) церкви Знамения Богородицы и Николая Чудотворца на Котлах.
- дом 4 — бывший 8-й троллейбусный парк. Ныне — Филиал «Черёмушкинский» (парк автобусов и электробусов, немного ранее в нём парковались и троллейбусы переставшего существовать 7-го троллейбусного парка).
- дом 10 — складские помещения «Каспийск» в здании 1950-х годов.
- дома 16 — ЖК «Вершинино» и ЖК «V-House», а также парковка для машин на 1000 мест и начальные классы школы 1450 «Олимп» на месте Котельского кирпичного завода. Также рядом расположены «Московские ярмарки» и Торговый центр «Грай» («Нагорный»). Рядом находятся выходы из станции метро «Нагорная».

## Транспорт

### Автобус
- 965: от улицы Ремизова и Криворожской улицы до Варшавского шоссе и обратно
- конечная остановка «Станция метро „Нагорная“» автобусов: 119, 142, 317, 529, 926, c929 — у западного конца проезда, вблизи улицы Ремизова и Криворожской улицы.

### Метро
- Станция метро «Нагорная» Серпуховско-Тимирязевской линии — у западного конца проезда, вблизи улицы Ремизова и Криворожской улицы